# 克里斯·泰瑞欧
克里斯·泰瑞欧（英語：Chris Terrio，1976年12月31日—）是一名美国男编剧和导演。他的代表作品为2012年的作品《逃离德黑兰》，由班·艾佛列克执导，本片为泰瑞欧获得第70届金球奖最佳编剧提名，赢得第85屆奧斯卡金像獎最佳改编剧本奖和2012年度美国编剧工会奖最佳改编剧本奖。
泰瑞欧根據大衛·S·高耶的初稿而編寫查克·史奈德電影《蝙蝠俠對超人：正義曙光》（2016年）的劇本。之後又成為《正義聯盟》（2017年）和《STAR WARS：天行者的崛起》（2019年）的編劇。他执导的首部电影是《愛在紐約破曉時》（2005年）。2010年又导演了電視劇《法網裂痕》第三季第八集。

## 早期生活
克里斯·泰瑞欧生长于紐約市一个天主教家庭。1997年毕业于哈佛大学的英国和美国文学专业，后来又进入剑桥大学学习，並於2002年獲得南加州大學影視藝術學院的碩士學位。

## 作品列表
| 年份 | 標題                        | 導演 | 編劇     | 製片 | 附註 |
| ---- | --------------------------- | ---- | -------- | ---- | --- |
| 2000 | 《金色情挑》                | 否   | 否       | 否   | 詹姆士·艾佛利的助理                                                                                       |
| 2002 | 《列王記》（Book of Kings）              | 是   | 是       | 是   | 短片；兼剪輯師                                                                                            |
| 2002 | 《方程式》（Equation）              | 否   | 否       | 否   | 短片；助理導演                                                                                            |
| 2003 | 《愛情合作社》              | 否   | 否       | 否   | 電子媒體手冊                                                                                              |
| 2004 | 《甦醒》（Awake）                | 否   | 否       | 否   | 短片；器械師                                                                                              |
| 2005 | 《愛在紐約破曉時》          | 是   | 額外內容 | 否   | |
| 2006 | 《先進先出》（First Out）            | 否   | 否       | 否   | 紀錄片；剪輯師（章節：「」）                                                                              |
| 2010 | 《法網裂痕》                | 是   | 否       | 否   | 電視劇；單集：「」                                                                                        |
| 2012 | 《逃离德黑兰》              | 否   | 是       | 否   | 奧斯卡最佳改編劇本獎 美国编剧工会奖最佳改编剧本奖 提名-英國影藝學院電影獎最佳改編劇本 提名-金球獎最佳劇本 |
| 2016 | 《蝙蝠俠對超人：正義曙光》  | 否   | 是       | 否   | |
| 2017 | 《正義聯盟》                | 否   | 是       | 執行 | |
| 2019 | 《STAR WARS：天行者的崛起》 | 否   | 是       | 否   | 兼客串；角色：「阿夫塔布·阿克巴」（Aftab Ackbar）                                                                     |
| 2021 | 《查克·史奈德之正義聯盟》   | 否   | 是       | 執行 | 《正義聯盟》的導演剪輯版                                                                                  |